# Batracomorphus protesilaus
Batracomorphus protesilaus är en insektsart som beskrevs av Knight 1983. Batracomorphus protesilaus ingår i släktet Batracomorphus och familjen dvärgstritar. Inga underarter finns listade i Catalogue of Life.